# ITB Berlín

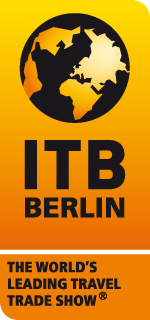
Logo veletrhu ITB

Veletrh Internationale Turismus Börse Berlin, zkráceně ITB Berlin je mezinárodní veletrh, který se koná v Berlíně. Veletrh je zaměřený cestovní ruch. Představují se zde například země, města, cestovní kanceláře, hotely a další poskytovatelé služeb z oboru. Veletrh se koná pravidelně od roku 1966, vždy počátkem března a patří k těm nejdůležitějším akcím v oblasti cestovního ruchu.

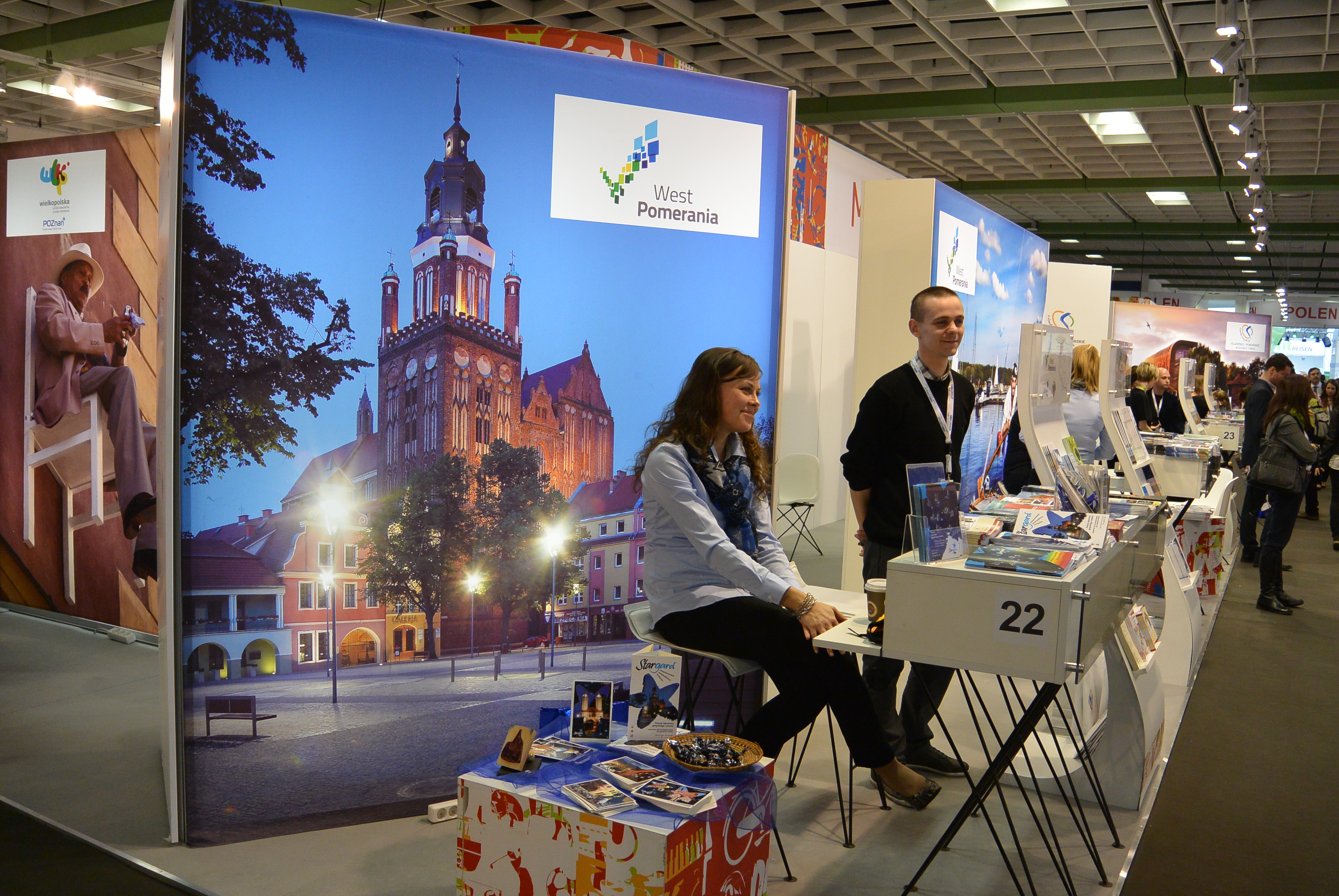

Příští ročník veletrhu se bude konat 8.–12. března 2017.

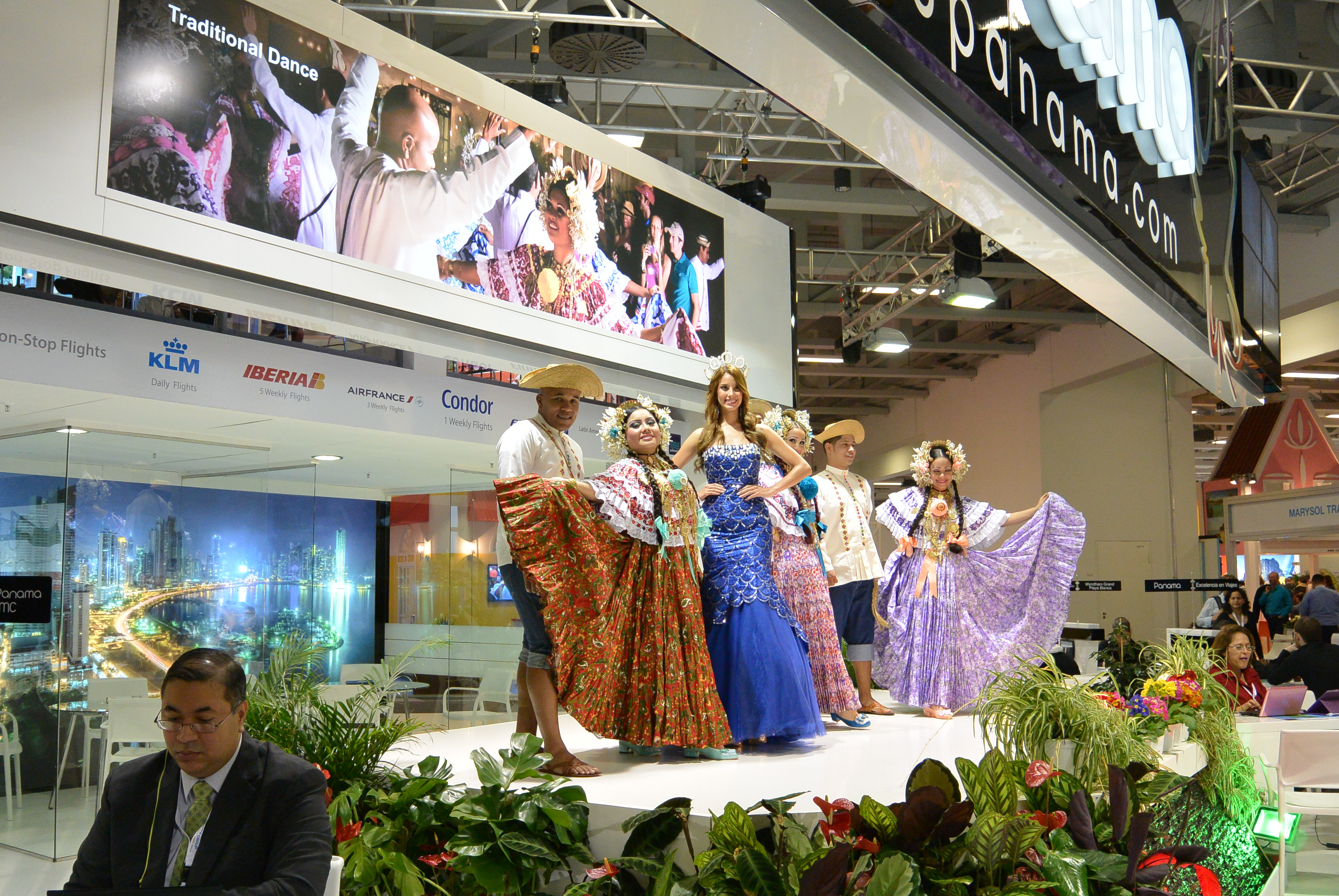
Pohled do haly ITB

## Historie
Schopnost rozpoznat trendy a vizionářské přemýšlení jsou základem úspěchu konceptu ITB Berlin. Přesto se ve svých počátcích setkala myšlenka Prof. Dr. Manfreda Busche, který veletrh v roce 1966 založil, s nedůvěrou. První ročník měl podobu zaoceánského veletrhu, kde se představilo devět vystavovatelů z pěti zemí, a to z Egypta, Brazílie, Německa, Guiney a Iráku. Prudký nárůst firem a organizací v 60. letech zajistil druhému ročníku ITB velký úspěch. Díky účasti Rumunska a Maďarska se navzdory Studené válce představily dva státy z tzv. východního bloku. Díky tomu si ITB vytvořila pověst neutrální platformy, která přesahuje přes pomyslné politické hranice. V 70. letech probíhalo období intenzivního růstu, což dokazuje ročník 1974, kdy vystavovatelská plocha přesáhla 20 000 čtverečních metrů.

## Koncept
Heslem ITB je „Experience & Experts“, česky zkušenost a zkušení. Tento přední veletrh v oblasti cestovního ruchu si zakládá na poznávání lidí z celého světa a výměnou názorů a zkušeností mezi experty.
Přibližně dvě třetiny vystavovatelů a 40 % odborných návštěvníků přijíždí ze zahraničí a mají rozhodovací pravomoc. Veletrh ITB slouží jako centrální komunikační a marketingové fórum, kdy mají vystavovatelé možnost prezentovat své společnosti odborným návštěvníkům
Organizátoři se veletrh snaží přehledně členit. Vedle dělní podle destinací jsou haly rozděleny podle segmentů, ve kterých působí. Jedná se o Business Travel / Travel Technology / Mobile Travel Services (Haly 5.1, 6.1, 8.1, 10.1) eTravel World (Hala 6.1), Kulturní turistika (Hala 16), Gay & Lesbian turistika (Hala 3.1), Kariérní centrum (Hala 11.1), turistika pro mladé a zážitková turistika (Hala 4.1).

## Přehled vystavovatelů
Vystavovatelé na ITB pocházejí ze všech oblastí cestovního ruchu. Patří k nim organizace zaměřené na národní a regionální turistiku, cestovní kanceláře, hotely, cestovní pojištění, autopůjčovny, vývojáři komunikačních a informačních systémů, vydavatelé a mezinárodních turistické svazy.

## Oficiální partnerská země
Pro každý ročník veletrhu je určena partnerská země, která se návštěvníkům představí díky akcím, které probíhají během veletrhu.
- 2004: Peru
- 2005: Německo
- 2006: Řecko
- 2007: Indie
- 2008: Dominikánská republika
- 2009: Region Porúří
- 2010: Turecko
- 2011: Polsko
- 2012: Egypt
- 2013: Indonésie
- 2014: Mexiko
- 2015: Mongolsko[1]
- 2016: Maledivy[2]
- 2017: Botswana[3]